# Mebir
A MEBIR (M.E.B.I.R.).egy rövidítés, melynek jelentése: Munkahelyi Egészségvédelem és Biztonság Irányítási Rendszer.
(Angol nyelven OHSAS, 2017-től ha az új standard elfogadásra kerül OHSMS) Nem egy konkrét termék, vagy rendszer, hanem egy speciális irányítási rendszer gyűjtő fogalma.
A MEBIR egy olyan vállalat irányítási rendszer, amely célja, hogy a munkavédelmi jogszabályoknak maradéktalanul megfelelő, az egészséget nem veszélyeztető, biztonságos munkavégzés feltételei létrejöjjenek, működjenek és karban legyenek tartva. Minden munkáltató, ahol legalább egy munkavállaló - szervezett munkavégzés keretében - dolgozik köteles gondoskodni a fenti kritériumok teljesüléséről.
A brit szabványügyi hivatal (BSI (British Standards Institution) OHSAS 18001:2007 Archiválva 2012. október 26-i dátummal a Wayback Machine-ben szabványcsoportját vettük át Magyarországon is.
A felülvizsgálata, működtetés legalább ugyanolyan szükségszerű, mint a bevezetése. Ha bevezetésre kerül, akkor a folyamatos felülvizsgálatát a hatályos magyar jogszabályok megkövetelik.

## Fordítás
Ez a szócikk részben vagy egészben  az   OHSAS című spanyol Wikipédia-szócikk fordításán alapul.  Az eredeti cikk szerkesztőit annak laptörténete sorolja fel. Ez a jelzés csupán a megfogalmazás eredetét és a szerzői jogokat jelzi, nem szolgál a cikkben szereplő információk forrásmegjelöléseként.